# Elusati
Gli Elusati furono un popolo gallico dell'Aquitania che abitò la capitale della Novempopulania, la città di Elusa, l'attuale Eauze. Éauze conservò il suo ruolo di metropoli fino all'VIII secolo, prima di cedere il posto a Auch.
La radice Elusa si ritrova nel nome Elusio, l'attuale Montferrand, paese degli Élésiques.

## Territorio
Gli Elusati confinavano con i Tarusati (o Aturensi) a sud-ovest, i Soziati al nord, i Lactorati e gli Ausci a est.